# Adhynastes tenuis
Adhynastes tenuis is een hooiwagen uit de familie Gonyleptidae. De wetenschappelijke naam van Adhynastes tenuis gaat terug op Roewer.